# Леонид Пасечник
Леонид Иванович Пасечник (на руски: Леони́д Ива́нович Па́сечник, на украински: Леонід Іванович Пасічник) е политик, който е ръководител на Луганската народна република от 2018 г.

## Биография
Бащата на Пасечник е работил за Отдела срещу присвояването на социалистическа собственост в продължение на 26 години. През 1975 г. семейството на Пасечник се премества в Магадан в Далечния изток на Русия, където бащата на Пасечник работи в златни мини.
Пасечник завършва Донецкия военнополитически колеж и работи в Службата за сигурност на Украйна в Луганска област като началник на отряд за борба с контрабандните операции и началник на стахановския районен отряд. На 15 август 2006 г. той става известен с прихващането на големи количества контрабанда на ГКПП Изварине (1,94 млн. долара и 7,24 млн. руски рубли), като същевременно отказва подкуп.
През март 2007 г. Пасечник получава от украинския президент Виктор Юшченко медал за военна служба на Украйна, „за проява на почтеност и професионализъм при изпълнение на служебните задължения“.
През 2014 г. той застава на страната на проруските екстремисти, като на 9 октомври 2014 г. става министър на държавната сигурност на самопровъзгласилата се държава Луганска народна република (ЛНР).
На 21 ноември 2017 г. въоръжени мъже в немаркирани униформи заемат позиции в центъра на Луганск в борба за власт между ръководителя на републиката Игор Плотницки и (уволнения от Плотницки) назначения за министър на вътрешните работи Игор Корнет. Три дни по-късно, уебсайтът на сепаратистите посочва, че Плотницки е подал оставка „по здравословни причини“. Руските медии съобщават, че Плотницки е избягал от непризнатата република на 23 ноември 2017 г. в Русия. На 25 ноември 38-членният Народен съвет на ЛНР одобрява единодушно оставката на Плотницки. Пасечник декларира, че се придържа към споразуменията от Минск, заявявайки, че „републиката ще изпълнява последователно задълженията, поети съгласно тези споразумения“. На 30 март 2018 г. Пасечник заявява: „Нашият [ЛНР] опит може да помогне на всички региони на Украйна в крайна сметка да получат свобода и независимост и тогава можем заедно да обявим нова Украйна, в която представители на различни националности и култури ще живеят свободно“.
На 6 декември 2021 г. Пасечник става член на руската управляваща партия „Единна Русия“. Председателят на „Единна Русия“ Дмитрий Медведев лично му връчва партийния билет по време на годишния конгрес на партията в Москва.